# Grupă (tabelul periodic al elementelor)
În domeniul chimiei, o grupă (numită și familie) reprezintă o coloană verticală a tabelului periodic al elementelor. Există 18 grupe în  tabelul standard; coloanele blocului-f (situat între grupele 2 și 3) nu sunt numerotate. Elementele unei grupe au proprietăți chimice sau fizice asemănătoare, deoarece majoritatea proprietățIlor chimice sunt determinate de orbitalul atomic. 
Există trei sisteme de numerotare ale grupelor; același număr poate fi asignat diferitelor grupe, în funcție de sistemul folosit. Sistemul modern de numerotare de la "grupa 1" la "grupa 18" a fost recomandată de către International Union of Pure and Applied Chemistry (IUPAC) încă din 1990. Acesta a înlocuit două nomenclaturi vechi și incompatibile, utilizate de Chemical Abstract Service (CAS, utilizat preponderent în Statele Unite) și de IUPAC înainte de 1990 (mult mai utilizat în Europa). Sistemul celor 18 grupe este în general acceptat de comunitatea științifică, insă există divergențe privind apartenența anumitor elemente în cadrul grupelor, cele mai multe discuții privind elementele 1 și 2 (hidrogen și heliu), precum și metalele tranziționale.
Grupele mai pot fi identificate după elementul superior sau pot avea un nume specific. De exemplu, grupa 16 este numită "grupa oxigenului" și "calcogen". Excepție este "grupa fierului", care face referire la "grupa 8", dar în domeniul chimiei poate să însemne fierul, cobaltul și nichelul, sau un alt set the elemente chimice cu proprietăți similare. În astrofizică și fizică nucleară, această grupă face referire la fier, cobalt, nichel și mangan. 

## Generalități
| Perioadă    |             |             |             |        |        |        |        |        |        |        |        |        |        |        |        |        |        |        |  |  |
| 1           | 1 H         |             |             |        |        |        |        |        |        |        |        |        |        |        |        |        |        | 2 He   |  |  |
| 2           | 3 Li        | 4 Be        |             |        |        |        |        |        |        |        |        |        | 5 B    | 6 C    | 7 N    | 8 O    | 9 F    | 10 Ne  |  |  |
| 3           | 11 Na       | 12 Mg       |             |        |        |        |        |        |        |        |        |        | 13 Al  | 14 Si  | 15 P   | 16 S   | 17 Cl  | 18 Ar  |  |  |
| 4           | 19 K        | 20 Ca       | 21 Sc       | 22 Ti  | 23 V   | 24 Cr  | 25 Mn  | 26 Fe  | 27 Co  | 28 Ni  | 29 Cu  | 30 Zn  | 31 Ga  | 32 Ge  | 33 As  | 34 Se  | 35 Br  | 36 Kr  |  |  |
| 5           | 37 Rb       | 38 Sr       | 39 Y        | 40 Zr  | 41 Nb  | 42 Mo  | 43 Tc  | 44 Ru  | 45 Rh  | 46 Pd  | 47 Ag  | 48 Cd  | 49 In  | 50 Sn  | 51 Sb  | 52 Te  | 53 I   | 54 Xe  |  |  |
| 6           | 55 Cs       | 56 Ba       | *           | 72 Hf  | 73 Ta  | 74 W   | 75 Re  | 76 Os  | 77 Ir  | 78 Pt  | 79 Au  | 80 Hg  | 81 Tl  | 82 Pb  | 83 Bi  | 84 Po  | 85 At  | 86 Rn  |  |  |
| 7           | 87 Fr       | 88 Ra       | **          | 104 Rf | 105 Db | 106 Sg | 107 Bh | 108 Hs | 109 Mt | 110 Ds | 111 Rg | 112 Cn | 113 Nh | 114 Fl | 115 Mc | 116 Lv | 117 Ts | 118 Og |  |  |
|             |             |             |             |        |        |        |        |        |        |        |        |        |        |        |        |        |        |        |  |  |
| * Lantanide | * Lantanide | * Lantanide | * Lantanide | 57 La  | 58 Ce  | 59 Pr  | 60 Nd  | 61 Pm  | 62 Sm  | 63 Eu  | 64 Gd  | 65 Tb  | 66 Dy  | 67 Ho  | 68 Er  | 69 Tm  | 70 Yb  | 71 Lu  |  |  |
| ** Actinide | ** Actinide | ** Actinide | ** Actinide | 89 Ac  | 90 Th  | 91 Pa  | 92 U   | 93 Np  | 94 Pu  | 95 Am  | 96 Cm  | 97 Bk  | 98 Cf  | 99 Es  | 100 Fm | 101 Md | 102 No | 103 Lr |  |  |

| Metale alcaline2         | Metale alcalino-pământoase2 | Lantanide1,2 | Actinide2 | Metale de tranziție2 |
| Metale de post-tranziție | Metaloizi                   | Nemetale     | Halogeni3 | Gaze nobile3         |

2Metalele alcaline, metalele alcalino-pământoase, metalele de tranziție și de post-tranziție, actinidele și lantanidele se numesc împreună "metale."
3Halogenii și gazele nobile sunt și ele nemetale.
Starea de agregare la condițiile normale de temperatură și presiune
- cele cu numărul atomic scris în roșu sunt gaze;
- cele cu numărul atomic scris în albastru sunt lichide;
- cele cu numărul atomic scris în negru sunt solide.

Răspândirea elementelor în natură
- cele cu chenar continuu au izotopi mai vechi decît Pământul;
- cele cu chenar întrerupt provin din dezintegrarea altor elemente și nu au izotopi mai vechi decât Pamântul;
- cele cu chenar punctat sunt obținute artificial (elemente sintetice);
- cele fără chenar au fost prezise teoretic, dar nu au fost descoperite încă.

Fiecare element chimic are asociat un unic număr atomic (Z), care reprezintă numărul de protoni din nucleu. Majoritatea elementelor au un număr diferit de neutroni în atomi diferiți, aceste variante fiind numite izotopi. De exemplu, carbonul are trei izotopi naturali: toți atomii de carbon au șase protoni și majoritatea au șase neutroni, dar 1% au șapte neutroni și un procent foarte mic au opt neutroni. Izotopii nu sunt separați în tabelul periodic: ei sunt mereu grupați, reprezentați împreună, sub același nume. Elementele care nu au niciun izotop stabil, au trecute în tabel masele atomice ale celui mai stabil izotop, iar în acest caz ele sunt scrise între paranteze.

## Denumirea grupelor
De-a lungul istoriei, grupele au fost reprezentate astfel:
| Noul nume IUPAC | Vechiul nume IUPAC (Europa) | Nume în CAS (SUA) | Nume după element                     | Denumire trivială IUPAC recomandată | Alte denumiri triviale                    |
| --------------- | --------------------------- | ----------------- | ------------------------------------- | ----------------------------------- | ----------------------------------------- |
| Grupa 1         | IA                          | IA                | familia litiului                      | hidrogenșimetale alcaline*          |                                           |
| Grupa 2         | IIA                         | IIA               | familia beriliului                    | metale alcalino-pământoase*         |                                           |
| Grupa 3         | IIIA                        | IIIB              | familia scandiului                    |                                     |                                           |
| Grupa 4         | IVA                         | IVB               | familia titanului                     |                                     |                                           |
| Grupa 5         | VA                          | VB                | familia vanadiului                    |                                     |                                           |
| Grupa 6         | VIA                         | VIB               | familia cromului                      |                                     |                                           |
| Grupa 7         | VIIA                        | VIIB              | familia manganului                    |                                     |                                           |
| Grupa 8         | VIII                        | VIIIB             | familia fierului                      |                                     |                                           |
| Grupa 9         | VIII                        | VIIIB             | familia cobaltului                    |                                     |                                           |
| Grupa 10        | VIII                        | VIIIB             | familia nichelului                    |                                     |                                           |
| Grupa 11        | IB                          | IB                | familia cuprului                      |                                     | metale de monedă                          |
| Grupa 12        | IIB                         | IIB               | familia zincului                      |                                     |                                           |
| Grupa 13        | IIIB                        | IIIA              | familia borului                       |                                     | triali de la grecescul tri (trei, III)    |
| Grupa 14        | IVB                         | IVA               | familia carbonului                    |                                     | tetreli de la grecescul tetra (patru, IV) |
| Grupa 15        | VB                          | VA                | familia nitrogenului                  | pnictogen*                          | penteli de la grecescul penta (cinci, V)  |
| Grupa 16        | VIB                         | VIA               | familia oxigenului                    | calcogen*                           |                                           |
| Grupa 17        | VIIB                        | VIIA              | familia fluorului                     | halogen*                            |                                           |
| Grupa 18        | 0                           | VIIIA             | familia heliului sau familia neonului | gaze nobile*                        |                                           |

Alte nume au fost propuse și utilizate fără un consens: "metale volatile" pentru grupa 12; "icosageni" pentru grupa 13; "crystallogens", "adamantogeni", pentru grupa 14 și "aerogeni" pentru grupa 18.

## Sistemul grafic
Tabelul ce figurează grupele așezate în 18 coloane este forma comună sau standardizată. Totodată, este numit și tabelul periodic lărgit, deoarece forma sa comprimată omite grupurile 3-12 prin plasarea elementelor în grupele principale. Tabelul periodic extins include lantanidele și actinidele, în loc să le separe
În 1789, Antoine Lavioisier publicase o listă de 33 de elemente chimice grupate în gaze, metale, nemetale și pământuri, iar successorii acestuia au încercat o clasificare mult mai precisă. În 1829, Johann Wolfgang Dobereiner observase numeroase elemente ce puteau fi grupate în triade pe baza proprietăților chimice; litiul, sodiul și potasiul, de exemplu, au fost grupate în triada metalelor moi și reactive. Dobereiner observase de asemenea că dispunerea după greutatea atomică poate justifica faptul că membrul secund al triadei este o medie între greutatea primului și celui de-al treilea membru (conducând astfel la Legea Triadelor). Chimistul german Leopold Gmelin lucrase cu acest sistem și in 1843 identificase zece triade, trei tetreli și un pentel. În 1857, Jean-Baptiste Dumas descria relația dintre diverse grupuri metalice. În 1864, chimistul german Julius Lothar Meyer publicase un tabel ce figura 44 de elemente așezate după valență, indicând faptul că elementele cu proprietăți similare prezintă aceeași valență. Concomitent, chimistul englez William Odling publicase un aranjament de 57 de elemente, bazat pe greutatea atomica și deși tabelul figura anumite nereguli sau goluri, acesta observase  caracterul periodic al greutăților atomice între elemente.
Forma cea mai cunoscută a tabelului periodic, ce include 18 grupe, a fost realizată de chimistul Mendeleev. Dmitri Mendeleev și chimistul german Julius Lothar Meyer și-au publicat independent tabelele periodice în 1869, respectiv 1870, tabelul lui Mendeleev fiind prima versiune publicată.; versiunea lui Meyer era o versiune extinsă a versiunii sale din 1864.. Ambii au construit tabelul în coloane și rânduri pe baza greutății atomice, care se repeteau atunci când caracteristicile elementelor se repetau. 
Recunoașterea tabelului lui Mendeleev a fost posibilă datorită a două decizii de redactare:  decizia de a lăsa spații în tabel pentru elemente considerate nedescoperite (ce permitea astfel predicția unor elemente precum galiul și germaniul) și ignorarea ocazională a ordonării după greutăți atomice și permutarea elementelor adiacente, precum telurul și iodul, pentru a putea clasifica mai eficient familiile chimice.. In 1871, Mendeleev publicase o formă a tabelului său, cu grupe de elemente similare aranjate în coloane de la I la VIII, oferind predicții detaliate ale propertietăților elementelor lipsă.. 
Dispunerea populară a tabelului periodic este atribuită chimistului american Horace Groves Deming; în 1923 publicase o variantă scurtă (stilul Mendeleev) și medie (18 coloane), iar varianta de 18 coloane va deveni cunoscută prin publicarea în manuale și enciclopedii chimice.
O variantă de clasare a grupelor a fost realizată în anii 20 de către Henry D. Hubbard, membru al Biroul American de Standardizare; acesta modernizase tabelul periodic al lui Mendeleev în 1924 (numit Graficul Periodic al Atomilor), distribuindu-l în școli și universități. Varianta sa plasează grupele principale în coloană, unele grupuri ocupând două rânduri per perioadă, iar grupul VIIIB (metale tranziționale) sunt plasate lângă gazele nobile. Gazele inerte au fost plasate în coloana 1 (Valența 0) și repetate în coloana 9 (Grupa VIII).
Forma extinsă a tabelului lui Mendeleev propunea diverse alternative pentru a îmbunătăți clasificarea elementelor, majoritatea dovedindu-se a nu fi fezabile. Cu toate acestea, unele sugestii viabile includ tabelele lui Bohr, Wheeler și Simson. 
Tabelul lui Thomson-Bohr ordonează elementele în grupe conectate prin linii verticale sau oblice, pe baza tabelului lui Julius Thomson. 
O formă extinsă a tabelului este o îmbunătățire a tabelului lui Bohr, precum și cosmetizarea formei originale a lui Mendeleev prin alterarea fiecărei perioade pentru a putea acomoda elementele tranziționale. Acest lucru conduce la 16 grupe.
Tabelul periodic al lui Simmon propune ordonarea conform ocupării blocurilor s,p,d și f; tabelul conține 32 de coloane, progresând de la stânga la dreapta, prezentând elementele cu orbitările completate în mod successiv. Se face astfel o distincție clară între cele patru blocuri de elemente, actinidele și lantanidele sunt incluse în întregul tabel periodic, iar configurațiile electronice individuale pot fi analizate mai ușor, pentru a distinge orice configurație ale elementelor
Tabelul lui Gardner (1930) se bazează pe configurația electronică a elementelor, fiind modernizat de Iuder (1943) și ulterior îmbunătățit de Bohr. Tabelul constă în 32 de coloane, elementele fiind clasificate în elemente reprezentative, elemente tranziționale, actinide și lantanide.

### CAS și vechea numerotare IUPAC(A/B)
Modurile în care grupele tabelului periodic modern sunt clasificate sunt complicate și controversate. Grupele principale (ale elementelor reprezentative) sunt aflate spre extrema stângă și dreaptă ale tabelului periodic. În Statele Unite, aceste grupe erau de regulă numerotate cu cifre romane de la I la VIII, având adăugată litera A uneori pentru a diferenția elementele de metalele tranziționale sau grupele IB-VIIIB ce erau centrate în tabel. Cu toate acestea, în Europa, convenția era diferită, stabilindu-se ca toate grupele să fie etichetate secvențial de la stânga la dreapta ca IA-VIIIA până la cupru, unde numerotarea devenea IB până se ajungea la gazele nobile (considerate a fi VIIIB). 
Ambele sisteme utilizau numerele romane pentru fiecare coloană, simbolizând de asemenea numărul de electroni din ultimul strat. Existența în paralel a acestor două sisteme ducea adesea la confuzii, fapt ce a condus la stabilirea unui sistem omogen de nomenclatură. În 1990, IUPAC a recomandat ca grupele să fie numerotate secvențial de la 1 la 18, de la stânga la dreapta și să renunțe la literele A și B; această propunere a condus la pierderea legăturii dintre numărul de electroni din ultimul strat ai elementelor reprezentative și vechea reprezentare utilizate anterior de SUA și Europa. De exemplu, un atom de oxigen are 6 electroni în ultimul strat, considerându-se ca apartenent al grupei VI (urmat de un A sau B) în sistemul vechi, în timp ce sistemul IUPAC considera elementul ca fiind prezent în grupa 16. Ca rezultat, deși manualele de specialitate prezintă recomandarea IUPAC în cadrul tabelelor periodice, acestea nu o pot respecta atunci când se discută proprietățile elementelor. 
Grupele sunt denumite și ca ''familii'' ale elementului cap de grupă (grupa 18 chemându-se însă mai adesea ''familia neonului''). Pentru grupele care coincid cu serii chimice, se folosește și denumirea respectivă. Diferitele sisteme de numerotare și denumire sunt rezumate în tabelul de mai jos.

### Noua nomenclatură IUPAC a grupelor
Conform noii reglementării IUPAC adoptate în 1984, grupele au fost numerotate de la 1 la 18. Alte particularități includ: 
- elementele grupei I (1), II (2), III (3), IV (14), V(15), VI (16), VII (17) prezintă straturile electronice incomplete[38]. Acestea sunt numite Elemente normale , Elemente reprezentative sau Elemente non-tranziționale[39].
- elementele grupei IIIB (3), IVB (4), VB (5), VIB (6), VII B(7), VIII (8,9 și 10) sunt cunoscute ca Elemente tranziționale[40][41]. Acestea prezintă penultimul strat electronic ca fiind incomplet[42].
- elementele grupei zero (18) prezintă straturi electronice complete, fiind cunoscute drept Gaze nobile[43].

## Stabilirea proprietăților
Tendința stabilirii proprietăților elementelor chimice se poate constata prin compararea elementelor prin deplasarea verticală a grupei, prin deplasarea orizontală de-a lungul unei perioade sau prin compararea elementelor situate diagonal între două grupe și două perioade.
Grupele I-III sunt metale (cu excepția borului), atomii acestora formează ioni prin cedare de electroni.
Grupele IV și V prezintă nemetale în partea superioară și metale în partea inferioară. 
Grupele VI și VII sunt preponderent nemetale. Atomii acestor elemente formează ioni prin acceptare de electroni. 
Datorită invelișurilor electronice, atomii aflați la baza unei grupe pot ceda unul sau mai mulți electroni exteriori mai ușor decât elementele din vârf. Acest lucru este observat și în grupele aflate la dreapta tabelului periodic, care reprezintă nemetalele; de exemplu, în grupa V nemetalul azot și fosfor sunt aproape de vârf, însă când se ajunge la bismut la bază, caracterul metalic distinctiv este prezent. 
De-a lungul unei perioade, este observat cum numărul de protoni din nucleii atomilor, precum și numărul de electroni, crește; același model este observat în deplasarea unei grupe, dar diferența semnificativă este că de-a lungul unei perioade un nou strat electronic nu este complet până când nu se ajunge la gazul nobil aflat la finalul perioadei. Drept consecință, elementele ionizează mai greu și tind de asemenea să atragă electroni; astfel, se observă o schimbare de la metalele de la stânga perioadei (ioni pozitivi) la nemetalele de la dreapta perioadei (ioni negativi). . Această schimbare determină o ajustare ale hidrurilor, oxizilor și clorurilor elementelor. 
Proprietățile unei grupe nu sunt imediat evidente, grupa 4 (carbon, siliciu, germaniu, staniu și plumb) fiind un exemplu concret al diversității, pe măsură ce grupa este parcursă vertical. Carbonul, ca și element de vârf, este un nemetal solid care apare în trei forme alotropice (diamant, grafit și fulerene) și formează baza tuturor organismelor vii. Următorul element, siliciul, este un semimetal care poate pune bazele vieții/inteligenței artificiale. Germaniul este un semimetal prevăzut de Mendeleev, descoperit recent și confirmându-i-se proprietățile. Spre finalul grupei, staniul și plumbul au fost metale cunoscute încă din Antichitate. În ciuda acestor diferențe, privind caracterul metal-nemetal, elementele grupei 4 sunt similare în sens chimic, datorită capacității maxime de combinare (valență) cu valoarea 4. 
Diversitatea grupei VII este și mai pronunțată; fluorul și clorul, ce conduc grupa, sunt gaze otrăvitoare. Următorul element, bromul, este unul din singurele două elemente cunoscute ca lichid la temperatura camerei (alături de mercur). Iodul este un solid de culoare violet.
Grupa gazelor nobile, la momentul descoperirii și izolării acestora, indicau faptul că nu au proprietăți chimice. Acestea nu erau incluse în tabelul periodic timpuriu, nefiind studiate și anticipate. În momentul descoperirii lor, existența acestor elemente a condus la o provocare a sistemului periodic, stabilindu-se includerea unei noi grupe numerotată VIII sau grupa 18 în sistemul IUPAC.
Un alt bloc de elemente, lantanidele și actinidele, sunt prezentate de regulă ca fiind elemente separate de tabelul general. Cu toate acestea, este doar o manieră de ilustrare ale acestor elemente; similar cu blocul metalelor tranziționale inserat în tabel, este posibil același procedeu. Acest lucru însă ar conduce la o dificultate de prezentare.